# William Carrier
William Carrier, född 20 december 1994, är en kanadensisk professionell ishockeyforward som är kontrakterad till NHL-organisationen Vegas Golden Knights. Han har tidigare spelat för Buffalo Sabres och på lägre nivå för Rochester Americans i American Hockey League (AHL), Cape Breton Screaming Eagles och Voltigeurs de Drummondville i Ligue de hockey junior majeur du Québec (LHJMQ).
Carrier draftades i andra rundan i 2013 års draft av St. Louis Blues som 57:e spelare totalt.
21 juni 2017 valdes Carrier av Vegas Golden Knights i expansionsdraften.

## Statistik
| 2009–2010    | Royals du Lac St-Louis       |              | 22  | 18 | 13  | 31  | 30  | —  | — | — | —  | —  |
|              | Lions du Lac St-Louis        | LHMAAAQ      | 3   | 0  | 0   | 0   | 2   | —  | — | — | —  | —  |
| 2010–2011    | Cape Breton Screaming Eagles | LHJMQ        | 61  | 8  | 4   | 12  | 54  | 4  | 0 | 0 | 0  | 2  |
| 2011–2012    | Cape Breton Screaming Eagles | LHJMQ        | 66  | 27 | 43  | 70  | 65  | 4  | 3 | 3 | 6  | 4  |
| 2012–2013    | Cape Breton Screaming Eagles | LHJMQ        | 34  | 16 | 26  | 42  | 41  | —  | — | — | —  | —  |
| 2013–2014    | Cape Breton Screaming Eagles | LHJMQ        | 39  | 12 | 29  | 41  | 42  | —  | — | — | —  | —  |
|              | Voltigeurs de Drummondville  | LHJMQ        | 27  | 10 | 14  | 24  | 45  | 4  | 1 | 3 | 4  | 6  |
| 2014–2015    | Rochester Americans          | AHL          | 63  | 7  | 14  | 21  | 38  | —  | — | — | —  | —  |
| 2015–2016    | Rochester Americans          | AHL          | 56  | 13 | 17  | 30  | 48  | —  | — | — | —  | —  |
| 2016–2017    | Buffalo Sabres               | NHL          | 41  | 5  | 3   | 8   | 21  | —  | — | — | —  | —  |
|              | Rochester Americans          | AHL          | 8   | 3  | 2   | 5   | 6   | —  | — | — | —  | —  |
| 2017–2018    | Vegas Golden Knights         | NHL          | —   | —  | —   | —   | —   | —  | — | — | —  | —  |
| NHL totalt   | NHL totalt                   | NHL totalt   | 41  | 5  | 3   | 8   | 21  | —  | — | — | —  | —  |
| AHL totalt   | AHL totalt                   | AHL totalt   | 127 | 23 | 33  | 56  | 92  | —  | — | — | —  | —  |
| LHJMQ totalt | LHJMQ totalt                 | LHJMQ totalt | 227 | 73 | 116 | 189 | 247 | 12 | 4 | 6 | 10 | 12 |